# World MMA Awards
World MMA Awards – nagrody przyznawane od 2008 przez czasopismo Fighters Only, honoruje osiągnięcia w mieszanych sztukach walki (MMA) w dwudziestu czterech kategoriach. Laureaci są wybierani przez fanów poprzez głosowanie internetowe. Jest to najbardziej prestiżowe wyróżnienie w świecie MMA.

## Zwycięzcy poszczególnych kategorii

### Zawodnik Roku im. Charlesa "Maski" Lewisa
- 2008:  Anderson Silva
- 2009:  Georges St-Pierre
- 2010:  José Aldo
- 2011:  Jon Jones
- 2012:  Jon Jones
- 2013:  Chris Weidman
- 2014:  Robbie Lawler
- 2015:  Conor McGregor
- 2016:  Conor McGregor
- 2017:  Max Holloway
- 2018:  Daniel Cormier
- 2019:  Israel Adesanya
- 2020:  Kamaru Usman
- 2021:  Alexander Volkanovski
- 2022:  Leon Edwards
- 2023:
- 2024:

### Zawodniczka Roku
- 2008:  Gina Carano
- 2009:  Cristiane Santos
- 2010:  Cristiane Santos
- 2011:  Miesha Tate
- 2012:  Ronda Rousey
- 2013:  Ronda Rousey
- 2014:  Ronda Rousey
- 2015:  Holly Holm
- 2016:  Amanda Nunes
- 2017:  Rose Namajunas
- 2018:  Amanda Nunes
- 2019:  Amanda Nunes
- 2020:  Rose Namajunas
- 2021:  Walentina Szewczenko
- 2022:  Alexa Grasso
- 2023:
- 2024:

### Odkrycie Roku
- 2008:  Demian Maia
- 2009:  Brock Lesnar
- 2010:  Jon Jones
- 2011:  Donald Cerrone
- 2012:  Chris Weidman
- 2013:  Travis Browne
- 2014:  Kelvin Gastelum
- 2015:  Holly Holm
- 2016:  Cody Garbrandt
- 2017:  Brian Ortega
- 2018:  Israel Adesanya
- 2019:  Jorge Masvidal
- 2020:  Brandon Moreno
- 2021:  Paddy Pimblett
- 2022:  Alex Pereira
- 2023:
- 2024:

### Międzynarodowy Zawodnik Roku
Do 2010 nazywana Europejski Zawodnik Roku. Przyznawana zawodnikom spoza obu Ameryk.
- 2008:  Michael Bisping
- 2009:  Gegard Mousasi
- 2010:  Alistair Overeem
- 2011:  Alistair Overeem
- 2012:  Michael Bisping
- 2013:  Alexander Gustafsson
- 2014:  Conor McGregor
- 2015:  Conor McGregor
- 2016:  Chabib Nurmagomiedow
- 2017:  Robert Whittaker
- 2018:  Aung La Nsang
- 2019:  Israel Adesanya
- 2020:  Israel Adesanya
- 2021:  Alexander Volkanovski
- 2022:  Leon Edwards
- 2023:
- 2024:

### Walka Roku
- 2008:  Chuck Liddell vs.  Wanderlei Silva
- 2009:  Diego Sanchez vs.  Clay Guida
- 2010:  Anderson Silva vs.  Chael Sonnen
- 2011:  Frankie Edgar vs.  Gray Maynard
- 2012:  Joe Lauzon vs.  Jamie Varner
- 2013:  Jon Jones vs.  Alexander Gustafsson
- 2014:  José Aldo vs.  Chad Mendes
- 2015:  Robbie Lawler vs.  Rory MacDonald
- 2016:  Cub Swanson vs.  Doo Ho Choi
- 2017:  Eddie Alvarez vs.  Justin Gaethje
- 2018:  Tony Ferguson vs.  Anthony Pettis
- 2019:  Zhang Weili  vs.  Joanna Jędrzejczyk
- 2020:  Deiveson Figueiredo vs.  Brandon Moreno
- 2021:  Jiří Procházka vs.  Glover Teixeira
- 2022:  Isłam Machaczew vs.  Alexander Volkanovski
- 2023:  vs.
- 2024:

### Nokaut Roku
- 2008:  Wanderlei Silva (vs.  Keith Jardine)
- 2009:  Dan Henderson (vs.  Michael Bisping)
- 2010:  Maurício Rua (vs.  Lyoto Machida)
- 2011:  Anderson Silva (vs.  Vitor Belfort)
- 2012:  Edson Barboza (vs.  Terry Etim)
- 2013:  Vitor Belfort (vs.  Luke Rockhold)
- 2014:  Mark Hunt (vs.  Roy Nelson)
- 2015:  Holly Holm (vs. Ronda Rousey)
- 2016:  Michael Page (vs.  Evangelista Santos)
- 2017:  Francis Ngannou (vs.  Alistair Overeem)
- 2018:  Amanda Nunes (vs.  Cristiane Santos)
- 2019:  Jorge Masvidal (vs.  Ben Askren)
- 2020:  Joaquin Buckley (vs.  Impa Kasanganay )
- 2021:  Michael Chandler (vs.  Tony Ferguson)
- 2022:  Leon Edwards(vs.  Kamaru Usman)
- 2023:
- 2024:

### Poddanie Roku
- 2008:  Georges St-Pierre (vs.  Matt Hughes)
- 2009:  Toby Imada (vs.  Jorge Masvidal)
- 2010:  Fabricio Werdum (vs.  Fiodor Jemieljanienko)
- 2011:  Jung Chan-sung (vs.  Leonard Garcia)
- 2012:  Frank Mir (vs.  Antônio Rodrigo Nogueira)
- 2013:  Urijah Faber (vs.  Ivan Menjivar)
- 2014:  Ben Saunders (vs.  Chris Heatherly)
- 2015:  Ronda Rousey (vs.  Cat Zingano)
- 2016:  Nate Diaz (vs.  Conor McGregor)
- 2017:  Demetrious Johnson (vs.  Ray Borg)
- 2018:  Zabit Magomiedszaripow (vs.  Brandon Davis)
- 2019:  Demian Maia (vs.  Ben Askren)
- 2020:  Chabib Nurmagomiedow (vs.  Justin Gaethje)
- 2021:  Charles Oliveira (vs.  Dustin Poirier )
- 2022:  Alexa Grasso (vs.  Walentina Szewczenko)
- 2023:  (vs.  )
- 2024:

### Powrót Roku
- 2011:  Cheick Kongo (vs.  Pat Barry)
- 2012:  Frank Mir (vs.  Antônio Rodrigo Nogueira)
- 2013:  Travis Browne (vs.  Alistair Overeem)
- 2014:  Dominick Cruz (wznowienie kariery)
- 2015:  Eddie Alvarez (vs.  Gilbert Melendez)
- 2016:  Miesha Tate (vs.  Holly Holm)
- 2017:  Justin Gaethje (vs.  Michael Johnson)
- 2018:  Angela Lee (vs.  Mei Yamaguchi) - powrót do startów po wypadku samochodowym
- 2019:  Stipe Miocic (vs.  Daniel Cormier)
- 2020:  Charles Oliveira (vs.  Michael Chandler)
- 2021:  Aljamain Sterling
- 2022:  Leon Edwards (vs.  Kamaru Usman)
- 2023:
- 2024:

### Zaskoczenie roku
- 2014:  T.J. Dillashaw (vs.  Renan Barao)
- 2015:  Holly Holm (vs.  Ronda Rousey)
- 2016:  Michael Bisping (vs.  Luke Rockhold)
- 2017:  Rose Namajunas (vs.  Joanna Jędrzejczyk)
- 2018:
- 2019:
- 2020:
- 2021:
- 2022:
- 2023:
- 2024:

### Trener roku im. Shawna Tompkinsa
- 2009:  Greg Jackson
- 2010:  Greg Jackson
- 2011:  Greg Jackson
- 2012:  Rafael Cordeiro
- 2013:  Duane Ludwig
- 2014:  Duane Ludwig
- 2015:  Rafael Cordeiro
- 2016:  John Kavanagh
- 2017:  Trevor Wittman
- 2018:  Mike Brown
- 2019:  Trevor Wittman
- 2020:  Trevor Wittman
- 2021:  Eugene Bareman
- 2022:  Mike Brown
- 2023:
- 2024:

### Klub Roku
- 2009: Greg Jackson Fighting Systems
- 2010: Wand Training Center
- 2011: Black House
- 2012: Cesar Gracie Jiu-Jitsu
- 2013: Team Alpha Male
- 2014: Team Alpha Male
- 2015: Jackson-Winkeljohn MMA Academy
- 2016: American Top Team
- 2017: American Top Team
- 2018: American Top Team
- 2019: American Top Team
- 2020: American Top Team
- 2021: City Kickboxing
- 2022: American Top Team
- 2023:
- 2024:

### Instruktor Roku
- 2013:  Mike Dolce
- 2014:  Mike Dolce
- 2015:  Mike Dolce
- 2016:  Mike Dolce
- 2017:  Nick Curson
- 2018:  Nick Curson
- 2019:  Phil Daru
- 2020:  Phil Daru
- 2021:  Dr. Heather Linden
- 2022:  Dr. Heather Linden
- 2023:
- 2024:

### Sędzia Roku
- 2010:  Herb Dean
- 2011:  Herb Dean
- 2012:  Herb Dean
- 2013:  Herb Dean
- 2014:  Herb Dean
- 2015:  John McCarthy
- 2015:  John McCarthy
- 2016:  John McCarthy
- 2017:  John McCarthy
- 2018:  Herb Dean
- 2019:  Herb Dean
- 2020:  Herb Dean
- 2021:  Marc Goddard
- 2022:  Herb Dean
- 2023:  Marc Goddard
- 2024:  Herb Dean

### Ringgirl Roku
- 2008:  Arianny Celeste
- 2009:  Arianny Celeste
- 2010:  Arianny Celeste
- 2011:  Arianny Celeste
- 2012:  Brittney Palmer
- 2013:  Brittney Palmer
- 2014:  Arianny Celeste
- 2015:  Arianny Celeste
- 2016:  Jhenny Andrade
- 2017:  Jhenny Andrade
- 2018:  Jhenny Andrade
- 2019:  Brittney Palmer
- 2020:  Brittney Palmer
- 2021:  Brittney Palmer
- 2022:  Brittney Palmer
- 2023:   Brittney Palmer
- 2024:  Luciana Andrade

### Szef Roku
- 2008:  Dana White
- 2009:  Dana White
- 2010:  Dana White
- 2011:  Dana White
- 2012:  Dana White
- 2013:  Dana White
- 2014:  Dana White
- 2015:  Dana White
- 2016:  Dana White
- 2017:  Dana White
- 2018:  Dana White
- 2019:  Dana White
- 2020:  Dana White
- 2021:  Dana White
- 2022:  Dana White
- 2023:  Dana White
- 2024:  Dana White

### Osobowość Roku
- 2011:  Joe Rogan
- 2012:  Joe Rogan
- 2013:  Chael Sonnen
- 2014:  Joe Rogan
- 2015:  Joe Rogan
- 2016:  Joe Rogan
- 2017:  Joe Rogan
- 2018:  Joe Rogan
- 2019:  Joe Rogan
- 2020:  Daniel Cormier
- 2021:  Joe Rogan
- 2022:  Joe Rogan
- 2023:  Joe Rogan
- 2024:  Joe Rogan

### Organizacja Roku
- 2008: Ultimate Fighting Championship
- 2009: Ultimate Fighting Championship
- 2010: Ultimate Fighting Championship
- 2011: Ultimate Fighting Championship
- 2012: Ultimate Fighting Championship
- 2013: Ultimate Fighting Championship
- 2014: Ultimate Fighting Championship
- 2015: Ultimate Fighting Championship
- 2016: Ultimate Fighting Championship
- 2017: Ultimate Fighting Championship
- 2018: Ultimate Fighting Championship
- 2019: Ultimate Fighting Championship
- 2020: Ultimate Fighting Championship
- 2021: Ultimate Fighting Championship
- 2022: Ultimate Fighting Championship
- 2023: Ultimate Fighting Championship
- 2024: Ultimate Fighting Championship

### Analityk Roku
- 2015:  Dominick Cruz
- 2016:  Dominick Cruz
- 2017:  Dominick Cruz
- 2018:  Daniel Cormier
- 2019:  Daniel Cormier
- 2020:  Michael Bisping
- 2021:  Michael Bisping
- 2022:  Michael Bisping
- 2023:  Michael Bisping
- 2024:  Michael Bisping

### Medium Roku
- 2008: MMAjunkie.com
- 2009: MMAjunkie.com
- 2010: MMAjunkie.com
- 2011: MMAjunkie.com
- 2012: Sherdog
- 2013: MMA Fighting
- 2014: MMAjunkie.com
- 2015: MMA Fighting
- 2016: MMA Fighting
- 2017: MMA Fighting
- 2018: MMA Fighting
- 2019: ESPN MMA
- 2020: ESPN MMA
- 2021: ESPN MMA
- 2022: ESPN MMA
- 2023: ESPN MMA
- 2024: ESPN MMA

### Dziennikarz Roku
- 2009:  John Morgan
- 2010:  Ariel Helwani
- 2011:  Ariel Helwani
- 2012:  Ariel Helwani
- 2013:  Ariel Helwani
- 2014:  Ariel Helwani
- 2015:  Ariel Helwani
- 2016:  Ariel Helwani
- 2017:  Ariel Helwani
- 2018:  Ariel Helwani
- 2019:  Ariel Helwani
- 2020:  Ariel Helwani
- 2021:  Ariel Helwani
- 2022:  Ariel Helwani
- 2023:  Ariel Helwani
- 2024:  Ariel Helwani

### Wybitny wkład w MMA
- 2009:  Charles Lewis, Jr.
- 2010:  Randy Couture
- 2011:  Shawn Tompkins
- 2012:  Leon Tabbs
- 2013:  Royce Gracie
- 2014:  Burt Watson
- 2015:  Bruce Buffer

## Usunięte kategorie

### Najlepsza Marka
- 2008: Ultimate Fighting Championship
- 2009: Tapout

### Wejście Roku
- 2010:  Jason Miller
- 2011:  Jason Miller

### Firma Roku (ubiór codzienny)
- 2008: Tapout
- 2009: Tapout
- 2010: Tapout
- 2011: Tapout
- 2012: Bad Boy
- 2013: Bad Boy
- 2014: Bad Boy
- 2015: Bad Boy

### Firma Roku (ubiór sportowy)
- 2008: Sprawl
- 2009: Tapout
- 2010: Bad Boy
- 2011: Bad Boy
- 2012: Clinch Gear
- 2013: Venum
- 2014: Venum
- 2015: Bad Boy
- 2016: Venum
- 2017: Venum

### Firma Roku (sprzęt sportowy)
- 2008: Fairtex
- 2009: UFC / Century
- 2010: Everlast
- 2011: Everlast
- 2012: Pretorian
- 2013: Bad Boy
- 2014: Everlast
- 2015: Bad Boy
- 2016: Reebok
- 2017: Reebok

### Najlepszy program dot. MMA
- 2015: UFC Embedded
- 2016: The Ultimate Fighter
- 2017: The Ultimate Fighter